# Huang jiang nü xia
Huang jiang nü xia (chiń. 荒江女侠) – hongkoński przygodowy film akcji z elementami sztuk walki z 1970 roku w reżyserii Ho Meng Hua.
Film zarobił 800 548 dolarów hongkońskich w Hongkongu.

## Obsada
Źródło: Filmweb

- Ping-Ao Wei
- Hsiung Chao – Pei-pei Cheng
- Fang Ying Qi – Mien Fang
- Xia Zi Long
- Lin Ye Hsiao
- Chin Hsu
- Chung-Hsin Huang – Han Shixiong jako Cai Yi
- Wen Chung Ku
- Peng-fei Li
- Yunzhong Li – Wei Tong Ming
- Kang Liu
- Han Lo
- Chia Wen Pao
- Li Tung
- Hua Yueh – Qin Shang Yi
- Jackie Chan – żebrający dzieciak (niewymieniony w czołówce)